# Domizio
Domizio  è un nome proprio di persona italiano maschile.

## Varianti
- Maschili: Domezio[1]
- Femminili: Domizia[2][3]
  - Alterati: Domitilla[2]

### Varianti in altre lingue
- Catalano: Domici[4], Domeci[4]
- Latino: Domitius[1][2][5], Dometius[1]
  - Femminili: Domitia[5]
- Polacco: Domicjusz
- Portoghese: Domício
- Russo: Домиций (Domicij)
- Spagnolo: Domicio, Domecio[4]
- Ucraino: Доміций (Domicij)

## Origine e diffusione
Deriva dal gentilizio latino Domitius, basato probabilmente su domitus ("che è stato domato", quindi "docile", "mansueto", dal participio passato del verbo domare), anche se altre fonti lo riconducono a domus ("casa", col significato quindi di "domestico"). Si tratta di un nome classico, ripreso in epoca rinascimentale in omaggio a diversi personaggi dell'antica Roma che lo portarono.
Il nome Domiziano è un patronimico di Domizio, mentre Domitilla è un suo diminutivo.

## Onomastico
Il nome è stato portato da più santi, quindi l'onomastico si può festeggiare in memoria di uno qualsiasi di essi, alle date seguenti:
- 23 marzo, san Domizio, martire a Cesarea marittima sotto Flavio Claudio Giuliano[4][6]
- 5 luglio, san Domizio, eremita e martire a Nisibis sotto Giuliano l'Apostata[4][6]
- 23 ottobre, san Domizio, diacono ed eremita presso Amiens[6]

## Persone
- Domizio Calderini, umanista italiano
- Domizio Cavazza, enologo italiano
- Domizio Torrigiani, avvocato italiano

### Antichi romani
- Gneo Domizio Enobarbo, politico e militare romano, console nel 32 a.C.
- Lucio Domizio Enobarbo, politico e generale romano, console nel 16 a.C.
- Lucio Domizio Enobarbo, nome di nascita di Nerone, imperatore romano
- Domizio Marso, poeta romano
- Domizio Modesto, politico e console romano
- Domizio Zenofilo, politico e console romano
- Domezio di Bisanzio, vescovo del III secolo

### Variante femminile Domizia
- Domizia Decidiana, moglie di Gneo Giulio Agricola
- Domizia Longina, imperatrice romana, moglie di Domiziano
- Domizia Lucilla, madre di Marco Aurelio
- Domizia Paolina, madre di Adriano